# Liste der Bodendenkmäler in Schechen
Auf dieser Seite sind die Bodendenkmäler in der oberbayerischen Gemeinde Schechen zusammengestellt. Diese Tabelle ist eine Teilliste der Liste der Bodendenkmäler in Bayern. Grundlage ist die Bayerische Denkmalliste, die auf Basis des Bayerischen Denkmalschutzgesetzes vom 1. Oktober 1973 erstmals erstellt wurde und seither durch das Bayerische Landesamt für Denkmalpflege geführt wird. Die folgenden Angaben ersetzen nicht die rechtsverbindliche Auskunft der Denkmalschutzbehörde.

## Bodendenkmäler der Gemeinde Schechen

### Bodendenkmäler in der Gemarkung Hochstätt
| Lage                 | Objekt | Akten-Nr.     | Bild |
| -------------------- | --- | ------------- | ---- |
| Hochstätt (Standort) | Siedlung vor- und frühgeschichtlicher Zeitstellung. | D-1-8038-0032 |      |
| Hochstätt (Standort) | Grabenwerk vor- und frühgeschichtlicher Zeitstellung. | D-1-8038-0033 |      |
| Hochstätt (Standort) | Burgstall des Mittelalters (Veerberg). | D-1-8038-0040 |      |
| Hochstätt (Standort) | Siedlung vor- und frühgeschichtlicher Zeitstellung. | D-1-8038-0048 |      |
| Hochstätt (Standort) | Wüstung des Mittelalters oder der frühen Neuzeit. | D-1-8038-0050 |      |
| Hochstätt (Standort) | Untertägige mittelalterliche und frühneuzeitliche Befunde und Funde im Bereich der Katholischen Filialkirche St. Vitus in Hochstätt und ihrer Vorgängerbauten. Siehe auch: St. Vitus (Hochstätt)         | D-1-8038-0110 |      |
| Hochstätt (Standort) | Untertägige spätmittelalterliche und frühneuzeitliche Befunde und Funde im Bereich des Schlosses in Schechen und seines Vorgängerbaus. Siehe auch: Schloss Schechen                                      | D-1-8038-0120 |      |
| Hochstätt (Standort) | Untertägige mittelalterliche und frühneuzeitliche Befunde und Funde im Bereich der Katholischen Filialkirche St. Margaretha in Schechen und ihrer Vorgängerbauten. Siehe auch: St. Margaretha (Schechen) | D-1-8038-0121 |      |

### Bodendenkmäler in der Gemarkung Marienberg
| Lage                  | Objekt | Akten-Nr.     | Bild |
| --------------------- | --- | ------------- | ---- |
| Marienberg (Standort) | Körpergräber des frühen Mittelalters. | D-1-8038-0028 |      |
| Marienberg (Standort) | Untertägige mittelalterliche und frühneuzeitliche Befunde und Funde im Bereich der Katholischen Filialkirche Mariä Heimsuchung in Marienberg und ihres Vorgängerbaus. Siehe auch: Mariä Heimsuchung (Marienberg) | D-1-8038-0114 |      |

### Bodendenkmäler in der Gemarkung Rott a.Inn
| Lage                  | Objekt                      | Akten-Nr.     | Bild |
| --------------------- | --------------------------- | ------------- | ---- |
| Rott a.Inn (Standort) | Burgstall des Mittelalters. | D-1-8038-0016 |      |

### Bodendenkmäler in der Gemarkung Westerndorf St. Peter
| Lage                             | Objekt | Akten-Nr.     | Bild |
| -------------------------------- | --- | ------------- | ---- |
| Westerndorf St. Peter (Standort) | Siedlung mit Töpfereizentrum und Gräber der römischen Kaiserzeit, Kastell der späten römischen Kaiserzeit sowie Körpergräber vor- und frühgeschichtlicher Zeitstellung und Reihengräberfeld des frühen Mittelalters.           | D-1-8138-0081 |      |
| Westerndorf St. Peter (Standort) | Untertägige mittelalterliche und frühneuzeitliche Befunde und Funde im Bereich der Katholischen Pfarrkirche St. Laurentius in Pfaffenhofen a. Inn. und ihrer Vorgängerbauten. Siehe auch: St. Laurentius (Pfaffenhofen am Inn) | D-1-8138-0284 |      |